# 페르디난트 라살

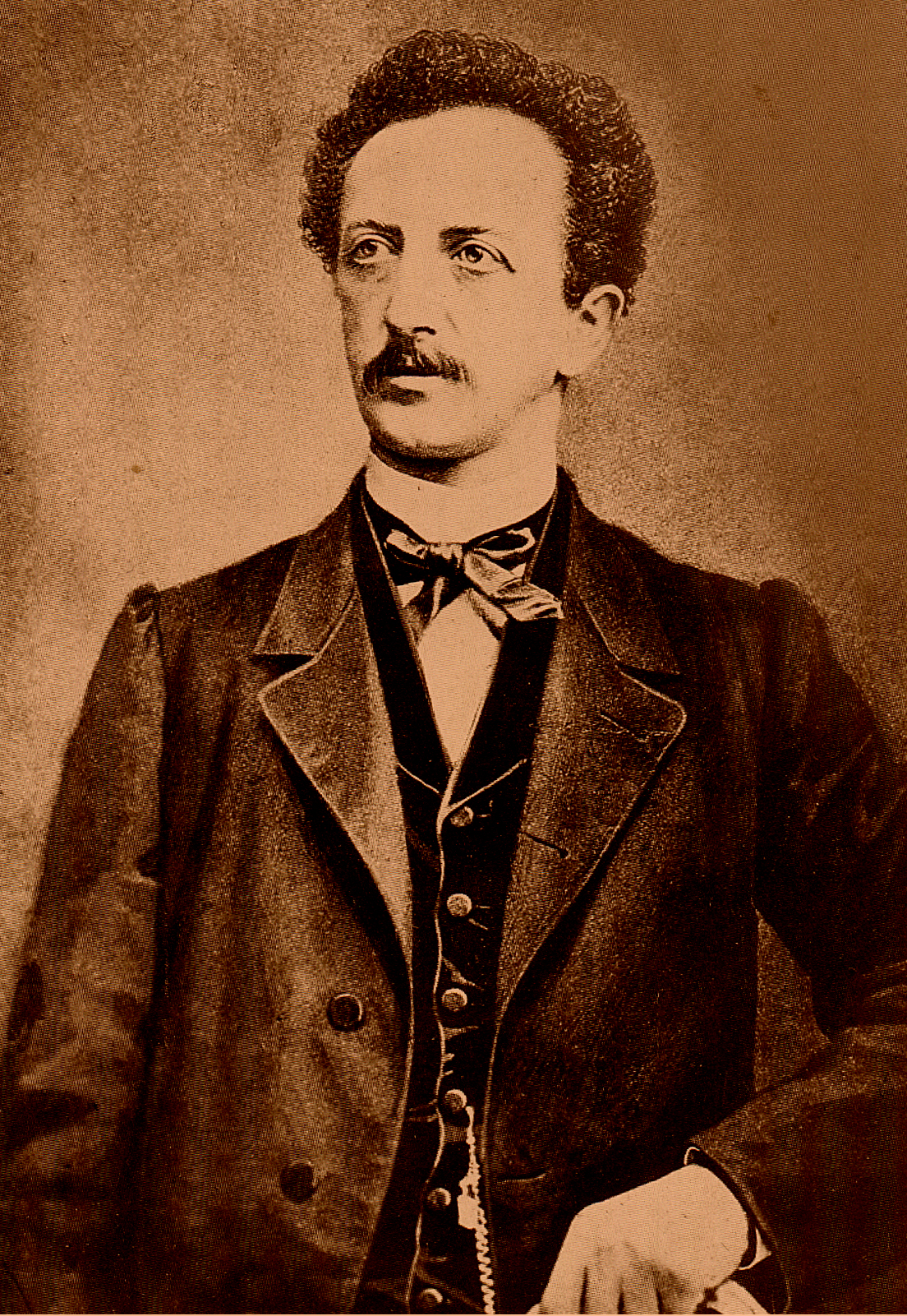
페르디난트 라살

페르디난트 라살(독일어: Ferdinand Lassalle, 1825년 4월 11일 브레슬라우 ~ 1864년 8월 31일 제네바)은 독일의 사회주의자 및 혁명사상가로 독일 사회민주당의 전신인 전 독일 노동자협회의 창설자이다. 그가 만든 대표적인 사회주의 분파 사상으로는 국가사회주의가 있다.
사회주의 역사상 가장 기이한 인물 가운데 한사람인 라살은 부유한 유대 상인의 아들이었다. 베를린 대학의 철학과 학생이었던 그는 청년 헤겔파의 일원으로서 진보적이었으며, 1848년 혁명 기간 동안에는 마르크스와 《신라인신문》(Neue Rheinische Zeitung)을 접하게 되었다. 그는 구속되었지만, 1849년 5월에 법원에서 무죄 판결을 받았다. 1858년에 그는 헤겔주의적 관점에서 그리스 철학자 헤라클레이토스에 대한 방대한 연구서를 펴냈다. 또한 1861년에는 법률에 대한 다른 이론과 법 이념의 발전에 관한 책을 출판했다. 그는 1859년에 이탈리아 전쟁에 대한 소책자를 내면서 다시 대중운동에 뛰어들었고, 1860년대 초 프러시아에서 군주와 의회 사이의 입헌적 위기가 발생하였을 때는 보다 적극적으로 활동하였다. 1863년에 그는 독일 최초의 사회주의 정당인 독일 노동자 총연합을 조직하여 모든 권력을 수중에 장악했다.
마르크스보다 7살 연하였던 라살은 항상 마르크스에게 지대한 존경심을 표현하였으며, 금전적 도움이나 출판물 간행에 도움을 주고, 《자본론》집필을 완결하도록 격려하였다. 1862녀에는 런던을 방문하여 자신과 마르크스가 함께 편집하는 신문을 발간할 것을 제안하였다. 마르크스, 특히 엥겔스는 라살의 이러한 친절을 받아들이지 않았다. 그들은 라살의 무절제한 허영과 사치스럽고 방탕한 생활 태도, 그리고 현란한 민중선동을 아주 싫어했으며 그의 사상도 불신했다. 라살의 잡다한 저서들은 그들로부터 거의 인정을 받지 못했다. 경제학자로서의 라살은 그들에게 경제학에 대하여 전혀 무지한 사람으로 비쳤다. 심지어 그의 저서는 마르크스로부터 표절된 것이라고까지 생각되었다. 그러나 그들은 라살의 요절에 충격을 받았는데, 그의 죽음은 실연으로 빚어진 무모한 결투의 결과였다.
마르크스와 엥겔스는 라살이 그의 말년에 보여주었던 정치 전략을 강경하게 거부하였다. 독일 시민계급은 진정한 혁명투쟁을 수행할 수 없으며, 자신에게도 독일인의 민족주의적 요소가 많이 있음을 깨달은 라살은 자유주의자들로부터의 지지를 거부하고 비스마르크와 협상하였고, 비스마르크와 군주를 통하여 그가 노동운동에 앞서 1863년 2월 선언과 ‘공개 서한’에서 제시한 2대 목표를 실현하겠다는 공허한 희망을 가지고 있었다. 이 목표 가운데 하나는 국가를 민주화하기 위한 보통 평등 선거이고, 다른 하나의 목표는 그가 방임주의적 자유주의자를 비난했던 바와 같이 국가를 더 이상 ‘야경국가’나 경찰국가에 머무르게 하지 않고 경제를 점진적으로 사회화시키는 노동자 조합을 보장하는 사회적 변화에 적극적으로 참여하게 하는 것이었다.
라살이 이끄는 정당은 그 스스로도 분노를 느낄 정도로 완만하게 성장하였으며, 베를린에서는 아무런 진전도 이루지 못했다. 그러나 그의 지방유세 방식은 그를 영향력있는 대중 운동가로 만들었으며, 그가 죽은 뒤에도 그의 명성과 조직은 계속 존속하였다. 1875년에 이 정당은 마르크스에 더욱 가까웠던 빌헬름 립크네히트와 아우구스트 베벨이 지도하던 정당과 통합하기로 합의하였다. 마르크스는 고타회의에서 채택된 강령이 마르크스적 이념보다는 라살적 이념을 더 많이 포함시키고 있음을 발견하고는 분개하였다. 마르크스는 그 실례로서 라살이 옹호했던 소위 ‘임금의 철칙’의 영속화에 반대하면서, 라살은 지주는 제외하고 자본가만 공격하고 있음을 지적하여 그 강령을 조목조목 비판하였다. 그러나 1890년에 가서야 그 강령이 수정되었다. 엥겔스는 1891년 2월 23일자 카우츠키에게 보낸 편지에서 라살에 대하여 마지막 총평을 하였는데, 그 내용은 매우 혹독하였다. 그러나 라살은 그 이후의 마르크스주의자들 사이에서는 독일 사회주의 운동의 창시자로서 칭송을 받고 있으며, 볼세비키 혁명 이후에는 러시아에서 기념비가 세워진 사회주의 영웅들 가운데 한 사람으로 존경받고 있다.

## 같이 보기
- 프리드리히 엥겔스
- 전독일노동자협회
- 국제노동자협회 (1864년)
- 임금의 철칙
- 고타 강령 비판
- 피에르조제프 프루동
- 에두아르트 베른슈타인

## 참고 자료
- 이 문서에는 다음커뮤니케이션(현 카카오)에서 GFDL 또는 CC-SA 라이선스로 배포한 글로벌 세계대백과사전의 내용을 기초로 작성된 글이 포함되어 있습니다.